# Buruhoningeter
De Buruhoningeter (Lichmera deningeri) is een zangvogel uit de familie Meliphagidae (honingeters).

## Verspreiding en leefgebied
Deze soort is endemisch in de bergen van het Indonesische eiland Buru in de westelijk Molukken.

## Status
De grootte van de populatie is niet gekwantificeerd maar de soort wordt omschreven als algemeen op grotere hoogtes. Op de Rode lijst van de IUCN heeft deze soort de status niet bedreigd.